# Esteban José Pavée
Esteban José Pavée o, en francés, Étienne-Joseph de Pavée de Villevieille (Villevieille, 31 de diciembre de 1739 – Monasterio de Santa María la Real de la Oliva, 6 de noviembre de 1793),fue un eclesiástico francés, obispo de Bayona, diputado de la clero a los Estados Generales de 1789.

## Biografía
Pertenecía a una familia de la antigua nobleza del Bajo Languedoc, emparentada con los príncipes de Condé y de Montmorency, y era el tercer hijo de Joseph-Raymond de Pavée, marqués de Villevieille, barón de Montredon, capitán del regimiento del rey, comandante del rey en la villa y castillo de Sommières, y de Françoise-Mélanie de la Fare-Montclar. 
Doctorado por la Sorbona, el abad de Villevieille fue dotado del señorío de Mara y nombrado auditor de la Rota. Más tarde, se convirtió en vicario general de la diócesis de Albi, y fue nombrado, el 26 de octubre de 1783, obispo de Bayona, confirmado el 15 de diciembre y consagrado en enero de 1784.
Fue elegido diputado en marzo de 1789, por el clero de la provincia de Navarra en los Estados Generales, apoyó con sus votos los privilegios de su orden, y fue de los últimos en aceptar la verificación conjunta de poderes y la reunión con el tercer estado.
Se negó a prestar el juramento exigido para la constitución civil del clero, dirigió enérgicas instrucciones sobre este punto a sus sacerdotes, pasó algún tiempo en España en 1790, luego regresó a su diócesis, donde protestó contra los actos de jurisdicción del obispo constitucional, Dom Sanadon, benedictino. 
Como clero refractario, amenazado con persecución durante los días 6,7 y 8 de junio de 1791, Pavée de Villevieille regresó al día siguiente a España, al monasterio de Urdax, desde donde espera seguir administrado su diócesis. El abad de Urdax, Luis Arbeloa, lo acogió al tiempo que solicitaba al obispo de Pamplona, Esteban Antonio Aguado Rojas, instrucciones (10 de junio). Sin embargo, el 1 de julio fue la corte española la que mandó instrucciones para que se alejara de la raya fronteriza y se trasladó a Pamplona. Durante su estancia en Navarra el obispado le socorrió con seis pesetas diarias.
En noviembre de 1792 fue acogido en el monasterio cisterciense de la Oliva donde falleció el 6 de noviembre de 1793. Fue enterrado debajo de las gradas de presbiterio dentro de la iglesia abacial. Más de un siglo más tarde, con ocasión de las obras de restauración de la vida monástica, Onofre Larumbe informa que recogió sus restos del centro del crucero de la iglesia y dejaba instrucciones para que señalar el lugar en su memoria.  Aunque la humedad y la erosión ha borrado la inscripción original, esta decía así:

«Prope hunc locum iacet domnus Stephanus Joseph Pavee de Vielle-vielle, episcopus baionensis, in Gallia, qui exul Patriae in hoc monasterio se recepit, et VI novembris MDCCXCIII obiit in Christo.»
«Cerca de este lugar se encuentra el Sr. Esteban José Pavée de Villevieille, obispo de Bayona, en Francia, quien se recibió como exiliado de su país en este monasterio, y murió en Cristo el 6 de noviembre de 1893.»

Su hermano, Philippe-Charles, mariscal de campo, escritor de talento, era amigo de Voltaire, que le citaba frecuentemente en su correspondencia. Fue quien certificó, junto con el marqués de Villette, la petición de los últimos auxilios hecha por Voltaire al sacerdote de Saint-Sulpice.